# Nonea
Nonea es un género de plantas perteneciente a la familia Boraginaceae, son plantas herbáceas perennes o anuales.  Comprende 95 especies descritas y de estas solo 11 aceptadas.

## Descripción
Hierbas anuales o perennes con partes híspidas-glandulares. Las hojas son verde grisáceas y velludas. Flores racemosas, actinomorfas.  Corola tubular en forma de la campana, la garganta con 5 apéndices peludos o escamas, tubo basal con un anillo de pelos o no; lóbulos 5, imbricados en la yema, Estambres 5, incluido. Ovario prominente con 4 lóbulos, estilo delgado, estigma bilobulado ±. Núculas 4, erectas o transversalmente subhorizontales, rugosas, con una cicatriz basal (ventral), rodeado por un collar de anillo.

## Taxonomía
El género fue descrito por Friedrich Kasimir Medikus y publicado en Philosophische Botanik 1: 31. 1789.

## Especies aceptadas
A continuación se brinda un listado de las especies del género Nonea aceptadas hasta septiembre de 2013, ordenadas alfabéticamente. Para cada una se indica el nombre binomial seguido del autor, abreviado según las convenciones y usos.
- Nonea armeniaca Grossh.
- Nonea calycina (Roem. & Schult.) Selvi, Bigazzi, Hilger & Papini
- Nonea caspica (Willd.) G. Don
- Nonea heterostemon Murb.
- Nonea melanocarpa Boiss.
- Nonea micrantha Boiss. & Reut.
- Nonea persica Boiss.
- Nonea pulla (L.) DC.
- Nonea rossica Steven
- Nonea taurica Ledeb.
- Nonea ventricosa Griseb.

En España, Nonea calycina, está considera planta extinguida, por Resolución de 1 de agosto de 2018, de la Secretaría de Estado de Medio Ambiente, por la que se publica el Acuerdo de la Conferencia Sectorial de Medio Ambiente en relación con el Listado de especies extinguidas en todo el medio natural español. BOE N.º 195, lunes 13 de agosto de 2018.